# Air Industria
Air Industria è stata una compagnia aerea italiana, aveva sede presso l'Aeroporto di Palermo-Punta Raisi. La compagnia fu fondata nel 2002 e cessò le operazioni nel 2003, la sua flotta era composta da due ATR 42.

## Storia
La società fu costituita quasi per scommessa da Fabrizio Ferri, fotografo e imprenditore, e da Alberto Di Marco, all'epoca sindaco di Pantelleria, per attivare dei collegamenti tra l'isola e l'Italia continentale compresa la Sicilia. Da questo colloquio informale, avvenuto nel 1999, trascorsero tre anni prima dell'inizio dei collegamenti, avvenuto il 31 agosto 2002 con un primo collegamento tra l'isola e Roma. Era il coronamento di un impegno economico di circa 9 milioni di euro che comprendevano, tra l'altro, due velivoli biturbina ATR 42 molto adatti al tipo di collegamenti pianificati.
La rete iniziale comprendeva Catania, Napoli, Palermo, Rimini, confortata dal celere rilascio della licenza operativa e quella per la manutenzione dei velivoli da parte dell'ENAC. Curato il servizio di bordo in classe unica "superiore": cibo biologico, musica di sottofondo, una rivista trimestrale per tutti i passeggeri. Oltre alle prenotazioni tramite canali tradizionali i clienti potevano accedere a un sistema impiantato direttamente da Air Industria con possibilità di pagare con carte di credito e di stampare direttamente il biglietto.
Tuttavia i programmi, chiari ma forse troppo ambiziosi, non sono andati a buon fine: nel 2003 Air Industria cessò le attività senza che ci fossero concrete possibilità di riattivarla.

## Flotta
Al momento della chiusura, la flotta di Air Industria era composta dai seguenti aeromobili:
| Tipo di aereo | In flotta | Posti a bordo | Note                |
| ------------- | --------- | ------------- | ------------------- |
| ATR 42        | 2         | 40            | in noleggio-vendita |